# Tour della nazionale maschile di rugby a 15 dell'Irlanda 2016

## Risultati
| Arbitro: | Mathieu Raynal |

|                         |      |                       |
| 31’ Mvovo 68’ du Toit   | mt   | 10’ Payne 42’ Murray  |
| 31’, 68’ Jantjies       | tr   | 10’, 42’ Jackson      |
| 15’ Lambie 25’ Jantjies | c.p. | 18’, 67’, 76’ Jackson |
|                         | drop | 36’ Jackson           |

| Arbitro: | Glen Jackson |

|                                                       |      |                            |
| 55’ Combrinck 63’ Whiteley 69’ du Toit 75’ de Allende | mt   | 33’ Toner 59’ Heaslip      |
| 55’, 69’, 75’ Jantjies                                | tr   | 33’, 59’ Jackson           |
| 3’, 80’ Jantjies                                      | c.p. | 10’, 14’, 22’, 27’ Jackson |

| Arbitro: | Glen Jackson |

|                                     |      |                  |
| 39’ Pietersen                       | mt   | 15’ Marshall     |
| 39’ Jantjies                        | tr   | 16’ Jackson      |
| 5’, 31’, 68’ Jantjies 59’ Combrinck | c.p. | 22’, 69’ Jackson |